# سان لورينزو الماري
سان لورينزو الماري (بالإنجليزية: San Lorenzo al Mare)‏ هي بلدية تقع في مقاطعة إمبرية في منطقة لغرية، إيطاليا، تقع على بعد حوالي 100 كـم جنوب غرب جنوة، وعلى بعد حوالي 10 كـم (6 ميل) غرب مقاطعة إمبرية، بلغ عدد سكانها 1409 في 31 ديسمبر 2004، وتبلغ مساحة أرضها 1.3 كيلومتر مربع (0.5 ميل مربع). يحد البلدية كلاً من سبريسا وسيفيزا وكوستارينيرا وإمبرية.